# Csiky Tibor
Csiky Tibor (Olaszliszka, 1932. július 19. – Budapest, 1989. április 1.) magyar szobrász és éremművész.
A hazai avantgárd művészet jelentős képviselője. Kiemelkedő éremművészeti és művészetpedagógiai munkássága.

## Életpályája
1957-től általános iskolai tanárként dolgozott (Balkány, Újfehértó, Vácrátót), majd 1961-től tíz éven át kollégiumi nevelőtanár volt Budapesten.
1963-ban ismerkedett meg Korniss Dezsővel és Mezei Árpáddal, kapcsolatba került a „Zuglói körrel”. 1972-ben hagyott fel a tanári pályával, végleg elkötelezte magát a szobrászat mellett. Alkotói szemlélete elsősorban az avantgárd mozgalomból ismert művészettel rokon. A konstruktivizmus, minimal art, koncept art hatásai fedezhetőek fel sajátos nonfiguratív plasztikáin. Kiállított a Balatonboglári kápolnatárlatokon, így hamarosan ismert alakjává vált a hazai neoavantgárd mozgalomnak. Élénk társadalmi életet élt, aktívan részt vett a hazai szimpóziumok munkájában is. Az 1970-es években feltűnést keltettek ipari technológiák alkalmazásával készült éremművészeti alkotásai, melyek a műfaj meghatározó jelentőségű darabjaivá váltak. Az 1980-as években lelkes fiatalokból álló csoport vette körül, akik közül később sikeres, elismert művészek kerültek ki. Több közös tárlatot rendeztek Meditáció és Rend címmel.

### Tanulmányai
- 1950 – 1953 ELTE, matematika-fizika szak
- 1956 Magyar irodalom és nyelv szakos középiskolai tanári diploma, ELTE BTK.
- 1957 – 1959 ELTE történelem szakos levelező hallgatója.

## Kiállításai

### Csoportos Kiállítások (válogatás)
- 1968 Az idősebb és a fiatal generáció kiállítása, Budapesti Műszaki Egyetem Vásárhelyi Pál Kollégiuma, Budapest
- 1968 Kassák Lajos-emlékkiállítás. Hommage à Kassák, Szent István Király Múzeum, Székesfehérvár
- 1969 Pannónia 69. Nemzetközi Képzőművészeti kiállítás, Razstavni Paviljon Architekta Franca Novaka, Muraszombat
- 1969, 1971, 1979-1989 II., III., VI.-XI. Országos Kisplasztikai Biennále, Pécs
- 1970 Mozgás '70, Janus Pannonius Múzeum Modern Magyar Képtár, Pécs
- 1970 "R" kiállítás, Budapesti Műszaki Egyetem "R" klubja
- 1970 – 1971 Balatonboglári kápolnatárlatok
- 1971 Új művek, Műcsarnok, Budapest
- 1972 Ungarische Avantgarde '72, Kunstverein Kaponier Vechta, Vechta (Német Szövetségi Köztársaság)
- 1972 Mai Magyar Iparművészet I., Iparművészeti Múzeum, Budapest
- 1974 XX. századi magyar grafika. Válogatás a Janus Pannonius Múzeum Modern Magyar Képtárának gyűjteményéből, Savaria Múzeum, Szombathely
- 1974 Hungria 74, Centro de Arte y Communicaci-n, Buenos Aires
- 1974 Mai Magyar Iparművészet II., Iparművészeti Múzeum, Budapest
- 1975 Anyag és Forma, Esztergomi Vármúzeum, Esztergom
- 1976 Expozíció – Fotó/művészet, Hatvany Lajos Múzeum, Hatvan
- 1977 03 23 03. Premières recontres internationales d'art contemporain, Ancien bureau de poste désaffecté, Montreal (CA), Galerie Nationale du Canada, Ottawa
- 1977 A IX. Győri Művésztelep kiállítása, Műcsarnok, Győr
- 1977 XVII. FIDEM Kongresszus Nemzetközi Éremkiállítása, Magyar Nemzeti Galéria, Budapest
- 1977-1989 I.-VII., Országos Érembiennále, Sopron, Lábasház
- 1978 Tízéves szimpozion mozgalmunk, Józsefvárosi Képtár
- 1978 I. Országos Érembiennále díjazottainak kiállítása, Lábasház, Sopron
- 1978 Tízéves a Győri Művésztelep, Megyei Képtár, Győr
- 1978 Hongaarse Konstruktivistische Kunst 1920-1977, Kriuthuis Citadellaan, Hertogenbosch, M. Hedendaagse Kunst, Utrecht, Zwolle, Schiedam (NL)
- 1978 RÁBA '78 – A győri művésztelep szobrásztagozatának kiállítása, Műcsarnok, Győr
- 1979 Ungarische konstruktivistische Kunst 1920-1977, Kunstverein München, München, Kunspalast Ehrenhof, Düsseldorf
- 1979 Exposition Internationale de la Médaille du XVIII Congrès de la FIDEM, Fundação Calouste Gulbenkian, Lisszabon
- 1980 Ungarsk Konstruktiviste, Henie-Onstad Kunstsenter, Hovikodden (NOR)
- 1980 L'art hongrois contemporain, Maison de la Culture et des Loisirs, Saint-Etienne, Palais des Arts et de la Culture, Brest (FR)
- 1980 In memoriam Kassák, Kassák Lajos Emlékmúzeum, Budapest
- 1980 Ungarske Konstruktivister, Statens Museum for Kunst, Koppenhága, Nordjyllands Kunstmuseum, Aalborg (DK)
- 1980 Tendenciák 1970-1980 1., Új művészet 1970-ben, Óbuda Galéria, Budapest
- 1981 Művészek az iparban – Ajka '81, Alumínium a képzőművészetben, Városi Művelődési Központ, Ajka
- 1981 Konstruktivisticka a stremljenja u Madarskoj umjetnosti, G. suvremene umjetnosti, Zágráb (YU)
- 1981 Nyitás II., Fészek Galéria, Budapest
- 1981 Ungersk Konst 1905-1980, Liljevalchs Konsthall, Stockholm, Göteborgs Konstmuseum, Göteborg (SVE)
- 1982 Kortárs magyar éremművészeti kiállítás, Puskin Múzeum, Moszkva; Ermitázs, Leningrád
- 1982 Ungersk Konst. Avantgarde och modernism fran 1905 till idag, Malmö Konsthall, Malmö
- 1982 Országos Képzőművészeti kiállítás, Műcsarnok, Budapest
- 1982 Fehér-fekete, Műcsarnok, Budapest
- 1982 – 1985 Meditáció I-IV., Bartók 32 Galéria, Budapest
- 1983 Új művészetért 1960-1975, Bartók Béla Művelődési Központ, Móra Ferenc Múzeum, Szeged
- 1983 Művészeti Szimpozionok eredményei I. – Szobrászat, Műcsarnok, Budapest
- 1983 Tendencias de la esculture hungara contemporanea, Salas de la Direccion General de Bellas Artes y Archivos, Madrid
- 1983 XIX. congresso FIDEM, Palazzo Medici-Riccardi, Firenze
- 1983 Helyzet. A 70-es évek művészete a Sárospataki Képtárban, Budapest Galéria Lajos u., Budapest; Sárospataki Képtár, Sárospatak
- 1984 Helyzet. A 70-es évek művészete a Sárospataki Képtárban, Herman Ottó Múzeum, Miskolc
- 1984 The Modern Hungarian Medal. Medals and Anti-medals, Art Gallery, Wolverhampton; Goldsmiths' Hall, London; Christ Church, Oxford; Shipley Art Gallery, Gateshead (GB)
- 1984 IV. Budapesti Nemzetközi Kisplasztikai Kiállítás, Műcsarnok, Budapest
- 1985 Válogatás negyven év érmeiből, Helikon Galéria, Budapest
- 1985 101 tárgy. Objektművészet Magyarországon 1955-1985, Óbudai Pincegaléria, Budapest
- 1986 3. Triennale Fellbach. Kleinplastik – BRD, Frankreich, Ungarn, Schwabenlandhalle, Fellbach
- 1987 Aktuelle Ungarische Kleinplastik, Museum für Kunst und Kulturgeschichte der Stadt Dortmund, Dortmund
- 1987 Régi és új avantgárd (1967-1975). A huszadik század magyar művészete, Csók István Képtár, Székesfehérvár
- 1988 Tavaszi Tárlat, Magyar Képzőművészek és Iparművészek Szövetsége, Műcsarnok, Budapest
- 1988 Konstruktion – Struktur – Utopie. Der Neue Konstruktivismus in Ungarn, Haus der Ungarischen Kultur, Berlin
- 1988 Meditáció V., Heves Megyei Művelődési Központ, Eger
- 1989 Kunst heute in Ungarn, Neue Galerie – Sammlung Ludwig, Aachen (D)
- 1989 Meditáció VI., VII., Bartók 32 Galéria, Budapest; Műcsarnok, Győr
- 1989 Madarské vytvarné umeni XX. stoleti (1945-1988), Národní G., Prága, Művészetek Háza, Pozsony (CSZ)
- 1989 Szimmetria és aszimmetria, Magyar Nemzeti Galéria, Budapest
- 1989 Más-kép. Experimentális fotográfia az elmúlt két évtizedben Magyarországon, Ernst Múzeum, Budapest
- 1989 Az avantgárd vége (1975-1980). A huszadik század magyar művészete, Csók István Képtár, Székesfehérvár
- 1990 Meditáció VIII., Megyei Művelődési Központ Galéria, Paks
- 1990 Mozgás 70-90, Janus Pannonius Múzeum, Modern Magyar Képtár, Pécs
- 1991 Meditáció IX., Bartók 32 Galéria, Budapest
- 1991 Hatvanas évek. Új törekvések a magyar képzőművészetben, Magyar Nemzeti Galéria, Budapest
- 1991 6. Pancevacka Izlozba Jugoslavenske Skulpture, Narodni Muzej, Pancevo
- 1993 Mi, "kelet-franciák". Magyar művészet 1981-1989. A huszadik század magyar művészete, Csók Képtár, Székesfehérvár
- 1993 A magyar művészet századai a múzeumi gyűjtés tükrében. Új szerzemények 1985-1992, Magyar Nemzeti Galéria, Budapest
- 1993, 1994 Formázott – Art MADI, Műcsarnok, Győr; Kassák Lajos Múzeum, Budapest
- 1997 "114/7920" – Száztizennégy mű a hétezerkilencszázhúszból. Válogatás a Magyar Nemzeti Galéria Jelenkori Gyűjteményének anyagából, Magyar Nemzeti Galéria, Budapest
- 1998 Ludwig Múzeum in the Russian Museum, The State Russian Museum, Szentpétervár

### Egyéni kiállításai (válogatás)
- 1964 Petri Galla Pál lakása (Nádler Istvánnal)
- 1964 Petri Galla Pál lakása (Veszelszky Bélával)
- 1966 Modern Nordisk Konst Attalai Gáborral, Göteborg (SVE)
- 1966 G. Krzysztofory, Krakkó
- 1968 BME Vásárhelyi Pál Kollégium, Hencze Tamással
- 1974 Fiatal Művészek Klubja
- 1975 Jósa András Múzeum, Nyíregyháza
- 1975 Petőfi Sándor Ifjúsági Ház (Lugossy Máriával és Bohus Zoltánnal), Győr
- 1978 Egyetem Galéria Nádler Istvánnal, Debrecen
- 1980 Dorottya u. Galéria, Budapest
- 1987 Józsefvárosi Galéria, Budapest
- 1994 Magyar Nemzeti Galéria, Budapest
- 1994 Körmendi Galéria, Budapest
- 1998 Táltos Klub, Budapest
- 1998 Városi Képtár Fajó Jánossal és Nádler Istvánnal, Győr
- 1999 Vitage Galéria, Budapest
- 1999 Városi Képtár, Győr (emlékkiállítás)

## Alkotásai

### Köztéren
- Mahagóni dombormű (1974,Budapest, MÁV Információs Irodája)
- Krómacél dombormű (Bohus Zoltánnal),- (1976, Belvárosi Távbeszélő Központ Székháza)
- Homlokzati krómacél dombormű (1983 Budapest, Bartók 32 Galéria)
- Krómacél dombormű (1985, Grand Hotel Hungária, Salátabár)

### Gyűjteményekben (válogatás)
- Artpool Művészetkutató Központ, Budapest
- Fővárosi Képtár, Budapest
- Szent István Király Múzeum, Székesfehérvár
- Iparművészeti Múzeum, Budapest
- Janus Pannonius Múzeum, Pécs
- Jósa András Múzeum, Nyíregyháza
- József Attila Múzeum, Makó
- Kassák Lajos Emlékmúzeum, Budapest
- Kecskeméti Képtár, Kecskemét
- Magyar Nemzeti Galéria, Budapest
- Neue Galerie -Sammlung Ludwig, Aachen (D)
- Paksi Képtár, Paks
- Sárospataki Képtár, Sárospatak
- Soproni Múzeum, Sopron
- Szombathelyi képtár, Szombathely
- Vay Ádám Múzeum, Vaja
- Xántus János Múzeum, Győr
- Vass Gyűjtemény, Budapest

## Emlékezete
2005 Nemzetközi szoborkert Csiky Tibor emlékére állandó szabadtéri kiállítás nyílt az olaszliszkai Polgármesteri Hivatal kertjében, a mesterhez kötődő kortárs művészek alkotásaiból.